# Hookeriopsis curviramea
Hookeriopsis curviramea là một loài Rêu trong họ Hookeriaceae. Loài này được (Müll. Hal.) M. Fleisch. mô tả khoa học đầu tiên năm 1922.